# Швиц (город)
Швиц (нем. Schwyz) — город и коммуна в Швейцарии. Административный центр кантона Швиц и округа Швиц.
Население составляет 15 239 человек (на 31 декабря 2019 года). Официальный код — 1372.
Коммуна состоит из населённых пунктов Швиц, Рикенбах, Ибах, Зеевен.
В музее Бундесбрифа можно увидеть Федеративную хартию 1291 года или Бундесбриф - хартию, которая в итоге привела к созданию Швейцарии.
Официальным языком Швица является (швейцарская разновидность) немецкий, но основным разговорным языком является местный вариант алеманнского диалекта швейцарского немецкого.

## Фотогалерея

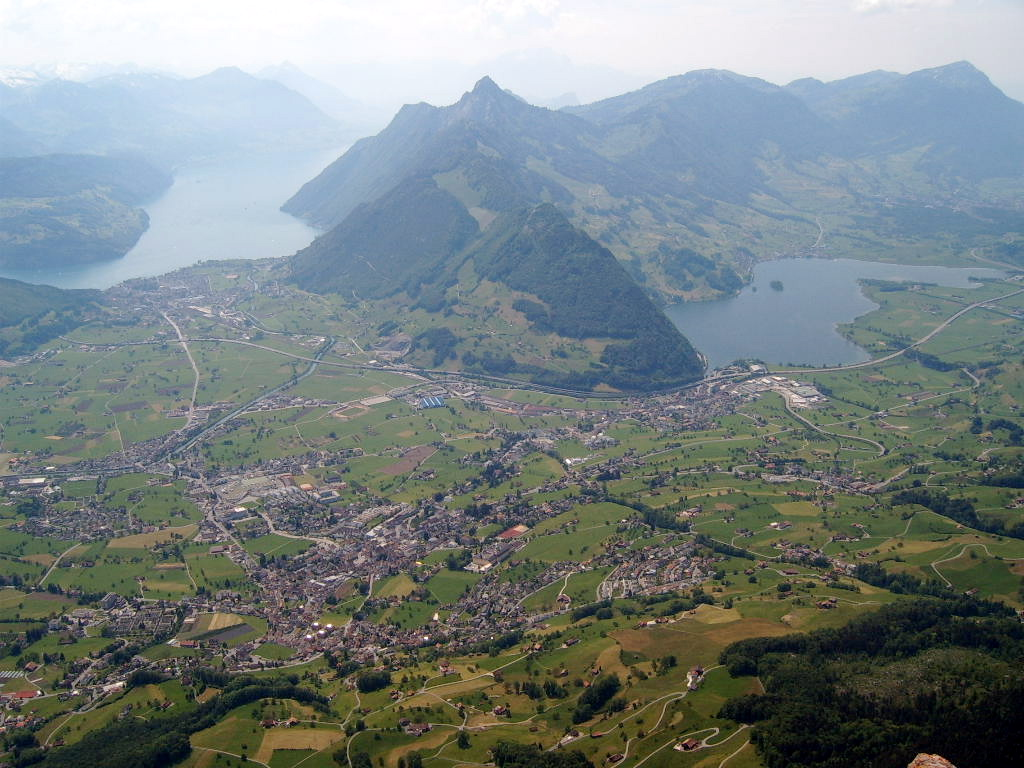
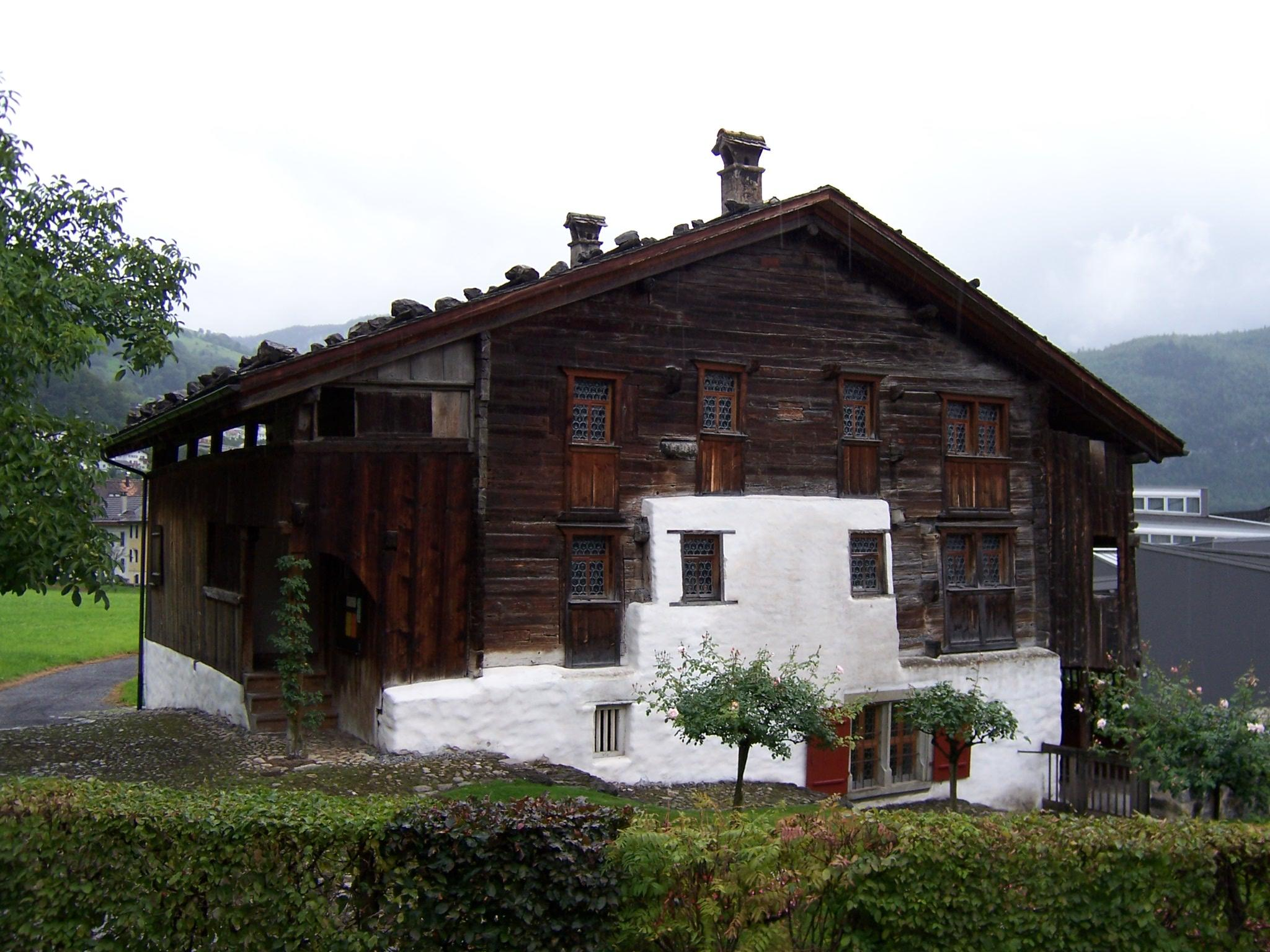
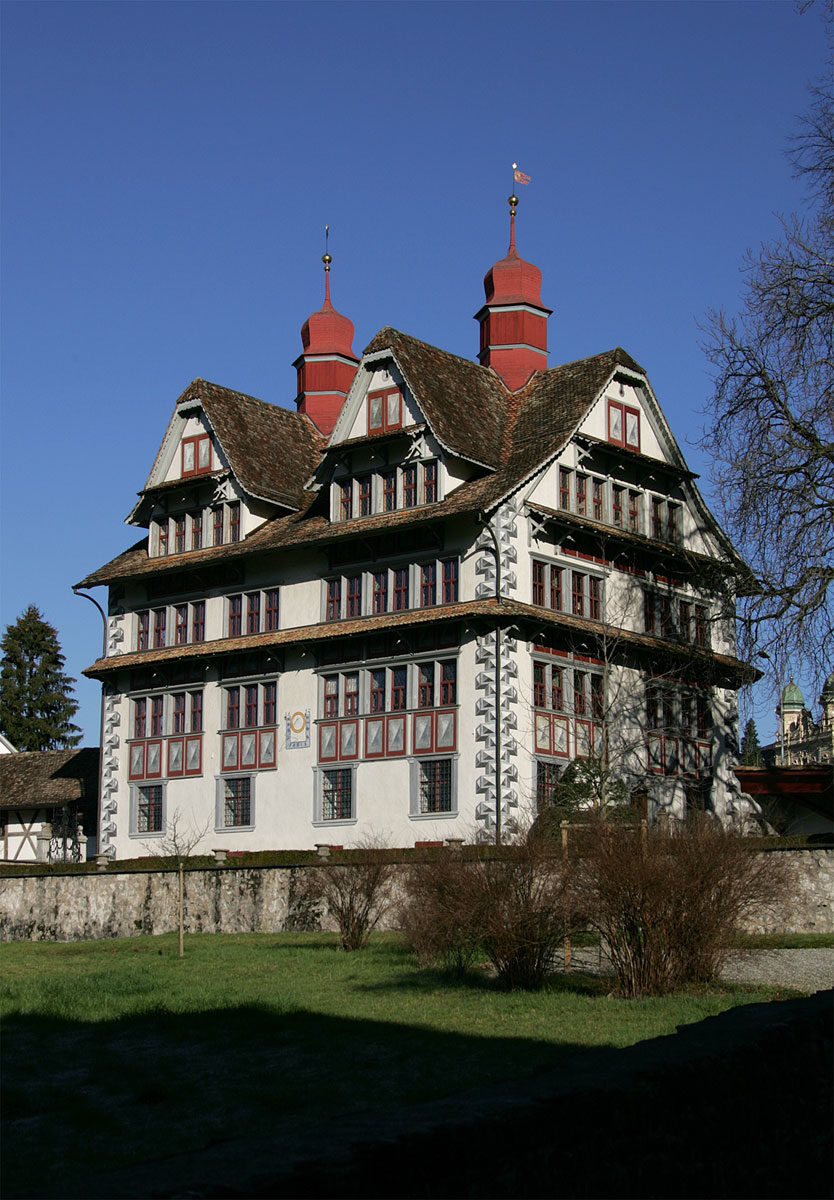
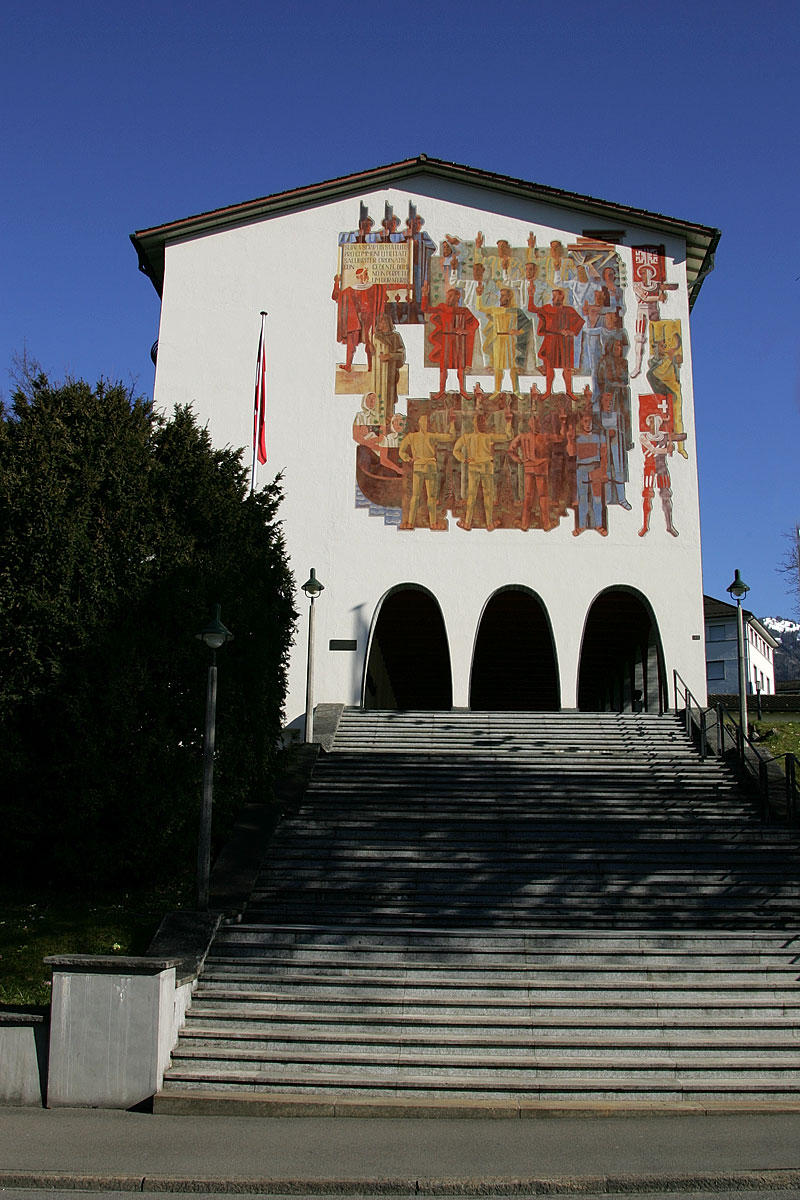
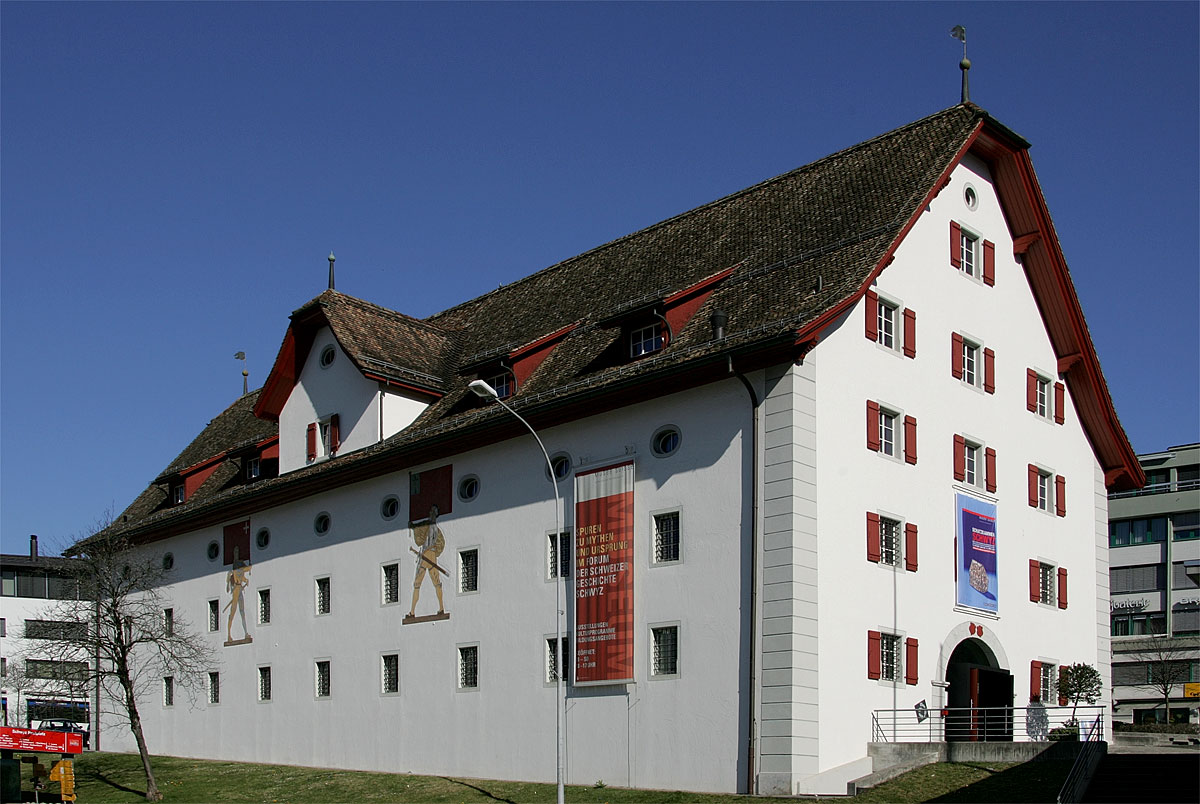
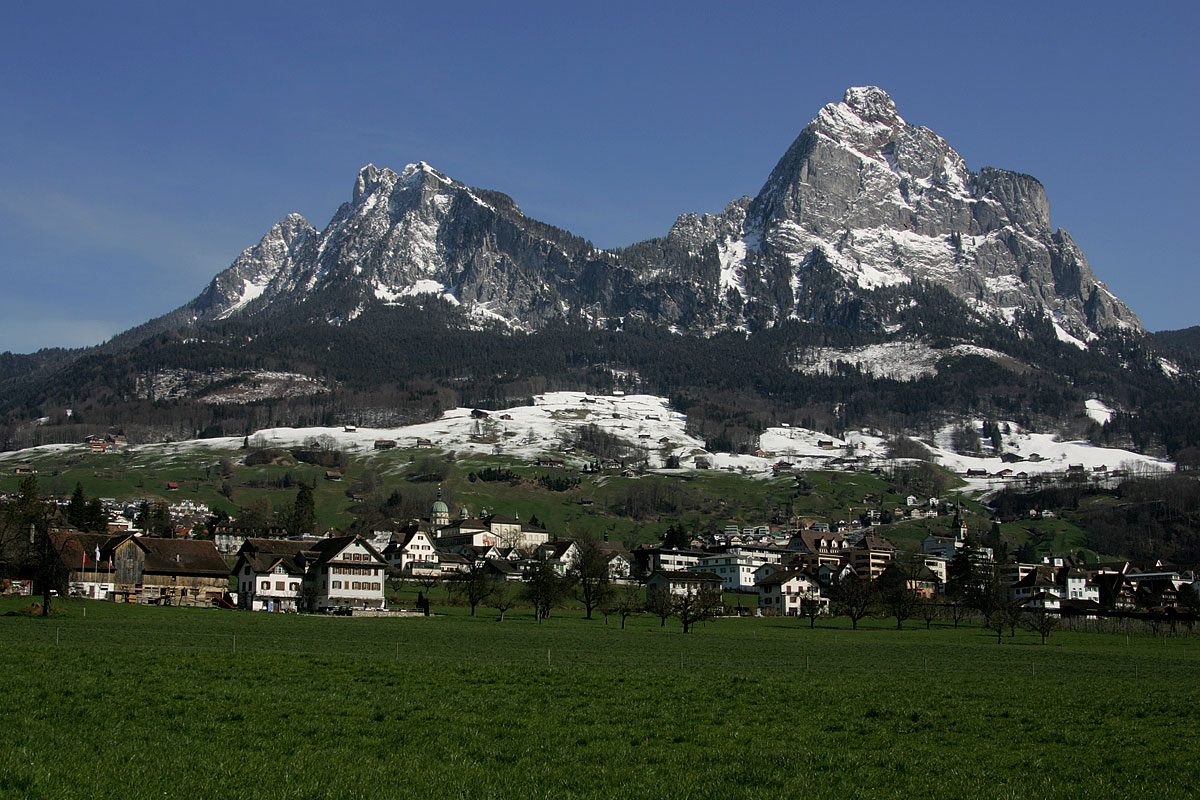